# العلوم الرباعية (مجلة)
مجلة العلوم الرباعية، هي مجلة أكاديمية تتم مراجعتها من قبل الأقران ويتم نشرها نيابة عن جمعية الأبحاث الرباعية، يغطي البحث في أي جانب من جوانب العلوم الرباعية. تنشر المجلة في الغالب مقالات بحثية مع إصدارين من موضوعين يتم نشرهما سنويًا، على الرغم من نشر المناقشات والرسائل أحيانًا جنبًا إلى جنب مع المراجعات المدعوة. وفقًا لتقارير Journal Citation Reports، فإن عامل التأثير للمجلة لعام 2012 يبلغ 2.939.